# El Artista (revista)
El Artista fue una revista editada en Madrid entre 1835 y 1836, considerada uno de los proyectos más emblemáticos del Romanticismo español.

## Descripción
Editada en Madrid, era impresa en la imprenta de J. Sancha. Se terminarían publicando tres tomos, que incluían láminas: el primero de 312 páginas, el segundo de 310 y el tercero de 160. Apareció entre 1835 y 1836. La publicación ha llegado a ser considerada la revista más significativa del Romanticismo español. El Artista, al revés que otra publicación contemporánea como el Semanario Pintoresco Español que apostaba por la xilografía, hizo uso de la litografía en el apartado gráfico. El triunfo económico y popular del Semanario y el fracaso, en ambos campos, de El Artista, tuvo también ahí una honda significación: a partir de entonces las revistas ilustradas se inclinaron decididamente por el grabado en madera.
La revista fue la plataforma de lanzamiento de Federico de Madrazo, autor que firma cuarenta y un láminas, mientras que el segundo colaborador más asiduo, Carlos Luis de Ribera sólo llega a la mitad, veinte. En cuanto a composiciones literarias y críticas, allí hicieron sus primeras ramas Eugenio Ochoa con setenta y tres colaboraciones, futuro yerno del dueño del Tívoli, y Pedro de Madrazo, el otro hijo de José de Madrazo que participó en la revista, con veintisiete. Los otros colaboradores asiduos del Artista fueron Santiago de Masarnau, que se ocupa de cuestiones musicales, con veinticinco artículos; José Negrete, conde de Campo-Alange, con doce; Jacinto de Salas y Quiroga, autor de once colaboraciones, José de Espronceda, que firma en la revista nueve veces; José Bermúdez de Castro, Luis de Usoz y Río y Valentín Carderera, con siete artículos cada uno, y José Zorrilla con seis.
Entre las mujeres que participaron en sus páginas se encuentran Hélène Feillet, quien publicó cinco láminas, con una ilustración de la «Canción del pirata» de Espronceda, y Rosario Weiss Zorrilla, copista de cuadros célebres, ambas, según las páginas de la revista, autoras que «merecen ser juzgadas como artistas».